# Genetta tigrina
Genetta tigrina (генета тигрова) — вид хижих ссавців з родини Віверові (Viverridae).

## Поширення
Мешкає в густо вкритих деревами або чагарниками областях з великою кількістю опадів від Західної Капської провінції до півдня провінції Квазулу-Наталь, а також до кордону сусіднього Лесото.

## Морфологія
Має подовжене тіло, короткі ноги і довгий хвіст. Довжина голови й тіла 46–58 см у самців і у самиць 42–56 см. Довжина хвоста досягає до 46 см. Самиці важать до 1,9 кг, самці до 2,1 кг. Тіло зверху від жовтувато-білого до сірого, знизу від сірого до біло-сірого кольору. Хвіст має 7–8 яскравих смуг, що чергуються з темними смугами, кінчик хвоста чорний. Кігті можуть втягуватись під час лазіння.

## Спосіб життя
Генета тигрова — нічний хижак. Поживою є дрібні ссавці, птахи, членистоногі. Живе поодинці окрім сезону розмноження.

## Загрози та охорона
Серйозних загроз нема. Іноді їх вбивають фермери в помсту за хижацтво на дрібних домашніх тварин та птицю. Присутні на кількох природоохоронних територіях.